# La Copechagnière
La Copechagnière – miejscowość i gmina we Francji, w regionie Kraj Loary, w departamencie Wandea.
Według danych na rok 1990 gminę zamieszkiwały 672 osoby, a gęstość zaludnienia wynosiła 69 osób/km² (wśród 1504 gmin Kraju Loary La Copechagnière plasuje się na 740. miejscu pod względem liczby ludności, natomiast pod względem powierzchni na miejscu 1016.).